# Прапор Краснозаводська

Міське  поселення Краснозаводськ має власну символіку – герб та прапор. Основа міської геральдики – зображення куниці на червоному та зеленому полі.

## Опис прапора
Прямокутне полотнище із співвідношенням ширини до довжин 2:3, який відтворює композицію герба Краснозаводська в червоному, зеленому, білому і жовтому кольорах.

## Історія прапора
Прапор затверджено рішенням Ради депутатів міського поселення Краснозаводськ Московської області 15 жовтня 2007 року, перезатверджений 23 липня 2010 та 9 вересня 2010 року.